# Geissanthus durifolius
Geissanthus durifolius är en viveväxtart som först beskrevs av Carl Sigismund Kunth, och fick sitt nu gällande namn av Carl Christian Mez. Geissanthus durifolius ingår i släktet Geissanthus och familjen viveväxter. Inga underarter finns listade i Catalogue of Life.